# State of Flow
State of Flow är det svenska punkbandet No Fun at Alls fjärde studioalbum, utgivet den 25 april 2000.
Skivan utgavs på CD och LP i Sverige och Nederländerna av Burning Heart Records. I Australien utgavs skivan på CD av Shock Records. Skivan har även utgivits i Japan.

## Låtlista
1. "Celestial Q&A"
2. "Waste of Time"
3. "Second Best"
4. "Stumble and Fall"
5. "Not in the Mood"
6. "My Extraordinary Mind"
7. "FM Vanity"
8. "Joe Delord"
9. "Perfect Sense"
10. "Lessons Never Learned"
11. "The Slanderous Clientele"
12. "ESDS"
13. "Time Machine" (bonuslåt på den japanska utgåvan)

## Personal
- Mikael Danielsson - gitarr
- Ingemar Jansson - sång
- Christer Johansson - gitarr
- Kjell Ramstedt - trummor
- Henrik Sunvisson - bas

### Fotnoter
1. 1 2  ”State of Flow”. Discogs.com. http://www.discogs.com/No-Fun-At-All-State-Of-Flow/release/1418662. Läst 31 mars 2012.